# Cylindre O'Neill
Pour les articles homonymes, voir Cylindre (homonymie) et O'Neill.

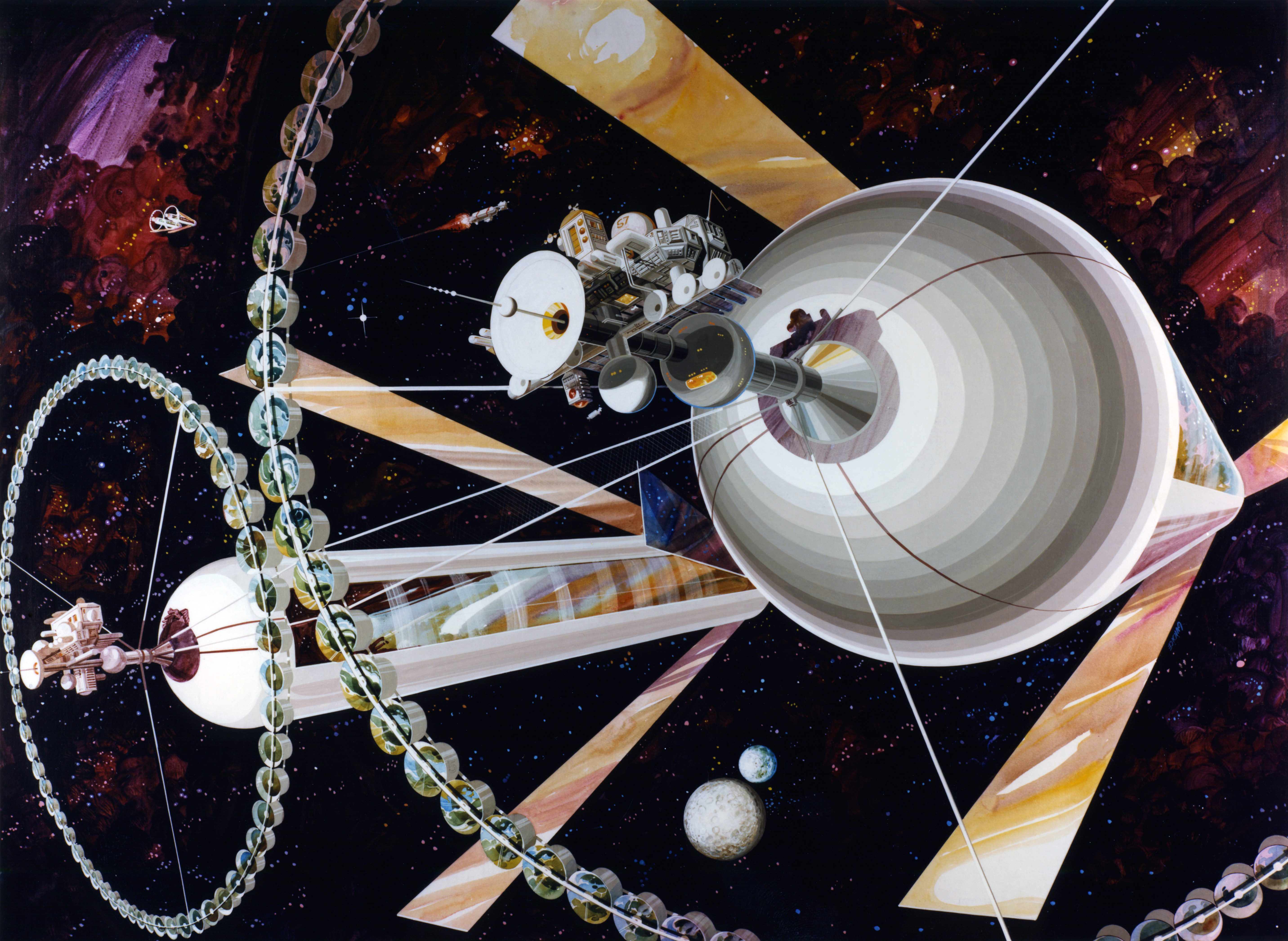
Une paire de cylindres O'Neill.

Un cylindre O'Neill est un projet d'habitat spatial théorique proposé par le physicien américain Gerard K. O'Neill dans son livre Les Villes de l'espace, permettant l'accomplissement de projets d'exploration spatiale de très longue durée.

## Présentation

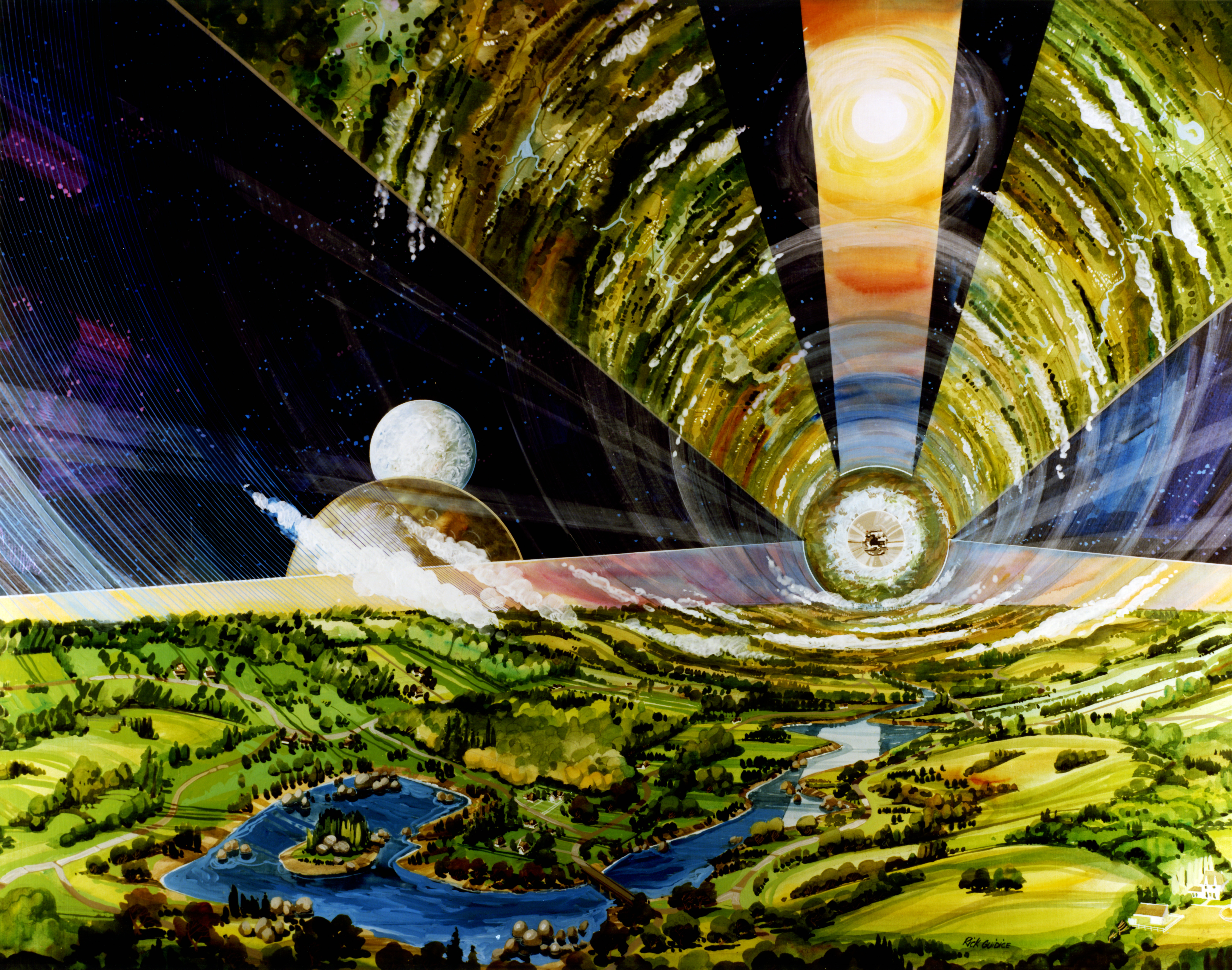
Vue intérieure, montrant l'alternance de tranches « terre » et « fenêtre ».

Gerard O'Neill était professeur à Princeton où il enseignait la physique. Il décida de faire travailler ses étudiants sur le développement de grandes structures dans l'espace. Plusieurs solutions utilisant des matériaux communs comme le verre ou l'acier et pouvant fournir de grandes surfaces d'habitation furent trouvées. Le premier résultat de ce travail coopératif fut publié en 1974 dans la revue Physics Today. Le concept est développé et popularisé dans son ouvrage Les Villes de l'espace écrit en 1976 et paru en français en 1978.
O'Neill imagine trois types de colonies différentes, baptisés « Island One », « Island Two » et « Island Three » ; son projet de référence, « Island Three », consiste en deux cylindres à rotation inversée, de trois kilomètres de rayon et trente kilomètres de longueur chacun. Chaque cylindre est composé de six tranches d'égale surface qui courent tout le long du cylindre. Trois sont des surfaces de type « fenêtre » (permettant à la lumière solaire d'entrer) et trois autres sont de type « terre ». De plus, un anneau d'agriculture extérieur de quinze kilomètres de rayon tourne à une vitesse différente pour les cultures . L'unité de production est située au centre, derrière l'antenne satellite, pour subir un minimum de gravité afin de favoriser certains procédés industriels. Les colonies seraient disposées et stabilisées au niveau des points de Lagrange entre une étoile et une des planètes de son système (ex: au point de Lagrange L4 du système Soleil-Terre) et subviendraient à leurs besoins grâce à l'énergie solaire.
Le projet d'O'Neill n'est pas sans précédent. C'est une variante cylindrique de la sphère de Bernal proposée en 1929 par John Desmond Bernal. En 1954, le scientifique allemand Hermann Oberth a décrit l'utilisation de gigantesques cylindres habitables pour les voyages spatiaux dans son livre Menschen im Weltraum - Neue Projekte für Raketen und Raumfahrt (« L'humanité dans l'espace - nouveaux projets pour les fusées et les voyages spatiaux »).

## Dans la fiction
Les cylindres d'O'Neill ont inspiré nombre d'œuvres de science-fiction. Parmi elles, la série Rendez-vous avec Rama (1973) d'Arthur C. Clarke met en scène des astronautes qui visitent un énorme vaisseau extra-terrestre répondant au principe du cylindre O'Neill. Ce vaisseau n'est pas équipé de miroirs ni de fenêtre comme le cylindre O'Neill, mais son éclairage intérieur est assuré par trois bandes lumineuses. Il comporte une « mer » circulaire, et sa « plaine », la surface intérieure du cylindre, abrite plusieurs ensembles de constructions comparables à des villes. Le vaisseau semble inerte mais se réactive au fur et à mesure qu'il se rapproche de notre soleil, des robots de maintenance apparaissent et les zones lumineuses s'allument subitement.
Les cylindres O'Neill ont servi de modèle au Japonais Yoshiyuki Tomino pour les colonies spatiales dans sa série Mobile Suit Gundam. Dans cette œuvre d'animation, la majorité de l'humanité a émigré dans l'espace et vit à bord de tels cylindres, répartis en sept groupes appelés « Side » autour des cinq points de Lagrange — certains points de Lagrange comportant donc deux Sides — des orbites lunaire et terrestre.
La série télévisée de science-fiction Babylon 5 se déroule dans une station spatiale de type O'Neill de huit kilomètres de long. La station Babylon 5 ne contient pas de cylindre contre-rotatif, mais la station précédente, Babylon 4 (en), en contenait un.
La série télévisée de science-fiction Andromeda, dans les épisodes 4x21 et 4x22, présente un équivalent de cylindre O'Neill, nommé Arcologie, une sorte de paradis terrestre. Il mesure 36 km de long et 8 km de diamètre. Il ne comporte pas de fenêtres ou de parois vitrées mais utilise un faisceau d'énergie en son centre qui parcourt toute la longueur de la structure, servant de source lumineuse. Cette disposition permet à toute la surface interne du cylindre d'être utilisée et habitée. Il est relié à un astéroïde servant de matières premières.
Dans son roman Le Papillon des étoiles, l'écrivain français Bernard Werber imagine un vaisseau en forme de cylindre O'Neill de 32 kilomètres de long, mû par propulsion photonique, dans lequel une partie de l'humanité choisirait d'émigrer vers d'autres mondes, persuadée que la Terre court à sa perte.
Dans le roman Hyperion, Dan Simmons nous décrit l'habitat d'une communauté d'êtres humains appelée les Extros  vivant dans des cylindres O'Neill à l'extérieur de l'espace connu.
Dans la série de jeux vidéo Mass Effect, les développeurs se sont inspirés du principe du cylindre O'Neill pour l'apparence de la Citadelle, sorte d'immense station spatiale devenue le point de rencontre des diverses civilisations évoluées et dont le tore central abrite le gouvernement galactique.
Dans le film Interstellar de Christopher Nolan, sorti en 2014, un cylindre O'Neill nommé Station Cooper gravite autour de Saturne.
Dans la bande dessinée Centaurus de Leo, l'histoire se passe dans un cylindre O'Neill voyageant vers une exoplanète.
Dans la série de romans The Expanse de James S. A. Corey, un vaisseau appelé le Nauvoo (puis renommé Behemoth) intègre un cylindre O'Neill permettant des cultures sous une gravité artificielle d'1/3 de g, car il est conçu pour embarquer une communauté complète de Mormons pour un voyage interstellaire d'une durée de plusieurs générations en autosuffisance.
Dans l'univers de Warhammer 40,000, plus précisément dans la série de livres l'Hérésie d'Horus, il est fait référence au fait que des êtres humains ont pu parcourir l'espace grâce à des cylindres appelés colonies Ohnyl.